# Сътън (окръг, Тексас)
Окръг Сътън (на английски: Sutton County) е окръг в щата Тексас, Съединени американски щати. Площта му е 3766 km², а населението - 4077 души (2000). Административен център е град Сонора.